# Satipo (cidade)
Satipo é uma cidade do Peru, situada na região de Junín. Capital da  província homônima, sua população em 2017 foi estimada em 23.203 habitantes.